# Île de Toralla
L' Île de Toralla, (en espagnol Isla de Toralla  et en galicien Illa de Toralla), est une petite île privée sur la côte sud de l'estuaire de Vigo à environ 200 m de la Playa del Vao (es) de la commune galicienne de Vigo, en Espagne.

## Description
Sur l'île se trouvait un fort de l'âge du fer, avec des traces de commerce méditerranéen, et une nécropole de la Rome antique.
Elle appartenait à l'évêché de Tui et après sa confiscation elle devint la propriété de Francisco Javier Martínez Enríquez (es), marquis de Valladares. Elle connut de nombreux propriétaires jusqu'en 1965, date à laquelle elle est rachetée par la société commerciale Toralla SA pour une concession sur l'île jusqu'en 2064. Le pont d'accès fut construit pour permettre son urbanisation : d'un côté, la Torre de Toralla de 70 m de haut, avec 136 logements, est construite, et de l'autre, 34 parcelles unifamiliales sont créées nécessitant la construction de murs en béton pour contenir le remblai utilisé pour couvrir sa zone côtière.
La société a cherché ces dernières années à améliorer l'image de l'île, qui a été détériorée. Elle a donc offert à l'Université de Vigo la permission de s'y installer et a également assumé la responsabilité de la reconstruction du brise-lames. Elle a également signé un contrat de 15 ans avec la Société de sauvetage et de sécurité maritime (SASEMAR) pour fournir le toit de la tour pour l'installation d'antennes et d'équipements de communication pour le centre de sauvetage de Vigo, ainsi qu'un espace pour un générateur de secours. En 1990, la concession du pont a été révisée pour le rendre compatible avec l'usage public, permettant l'accès des piétons à la Playa de Toralla (es). 

## Galerie

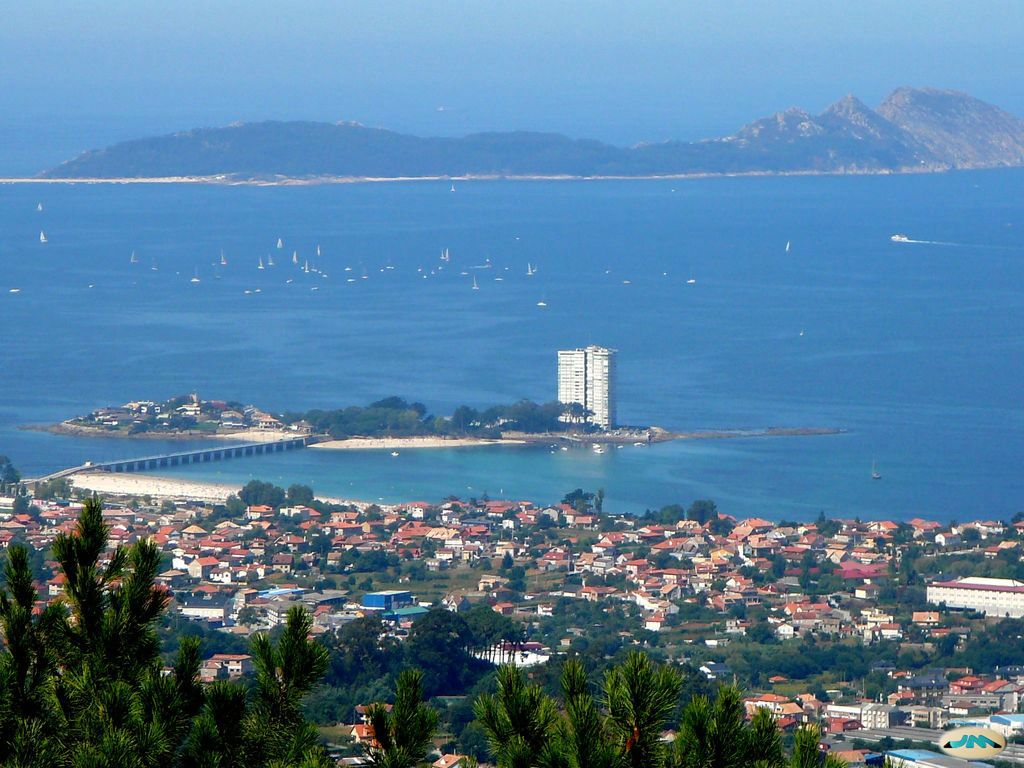
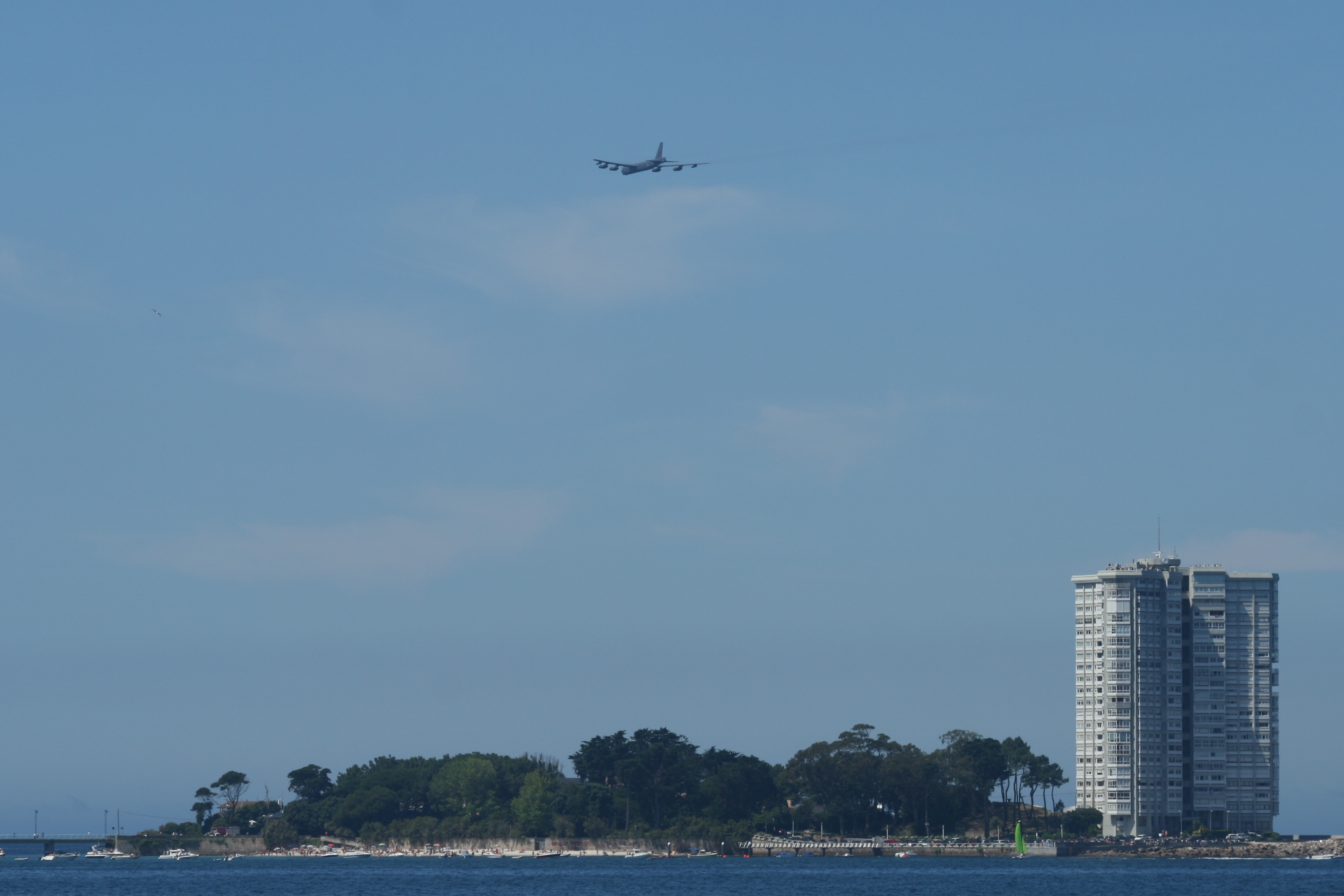
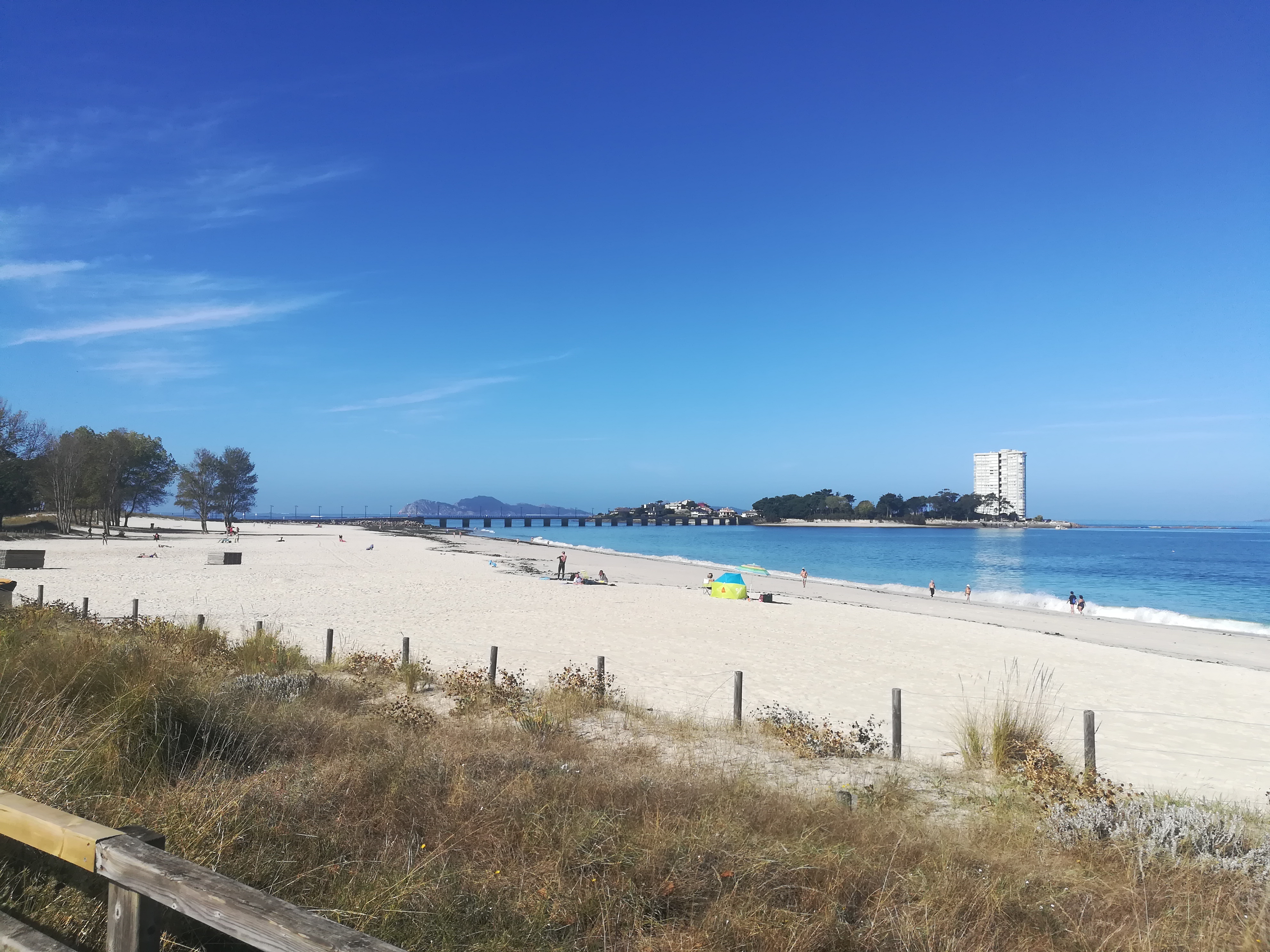
Playa del Vao
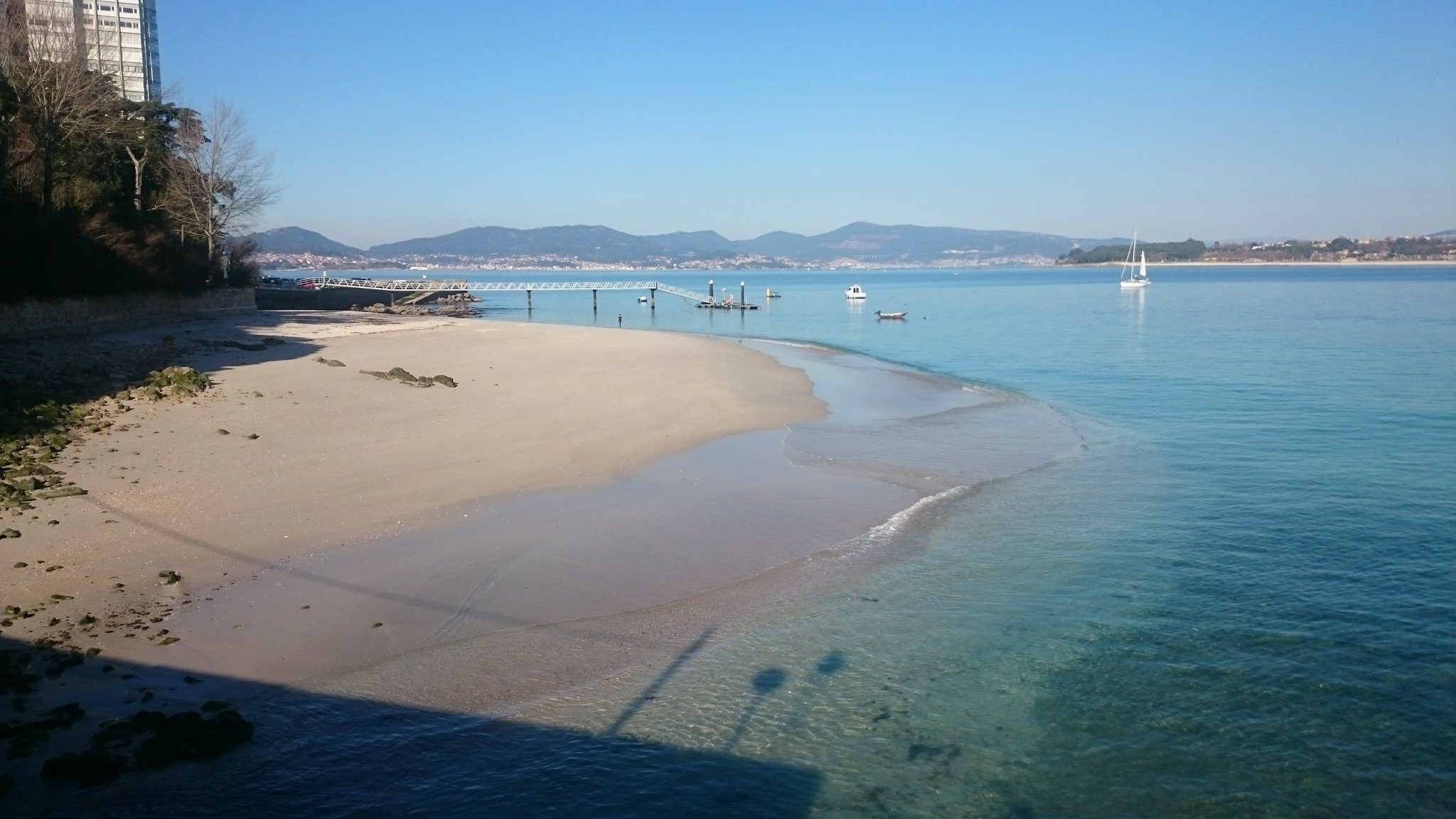
Playa de Toralla